# Губин (Пољска)
Губин (пољ. Gubin) је град у Пољској у Војводству Лубушком у Повјату кросњењском. Према попису становништва из 2011. у граду је живело 17.072 становника.
.

## Становништво
Према прелиминарним подацима са пописа, у граду је 2011. живело 17.072 становника.
| 2002.  | 2011.  | 2012.  |
| ------ | ------ | ------ |
| 17.450 | 17.072 | 17.019 |

## Партнерски градови
- Губен